# Myeong-dong
Myeong-dong (koreanska: 명동) är en stadsdel i stadsdistriktet Jung-gu i Sydkoreas huvudstad Seoul.